# 莫洛昌斯克
莫洛昌斯克（烏克蘭語：Молочанськ，羅馬化：Molochansk，發音：[moɫoˈt͡ʃɑnʲsʲk]）是乌克兰東南部扎波羅熱州波洛希區莫洛昌斯克市镇内的城市及该市镇的行政中心，2020年7月18日前隶属于托克馬克區。該市位於莫洛奇納河左岸，距離州府扎波羅熱78公里，始建於1803年，面積8.5平方公里，海拔高度32米。2022年人口数量为6,099人。2022年2月27日，該市被俄羅斯佔領。

## 人口
根据乌克兰2001年人口普查，莫洛昌斯克76.3%的人口是乌克兰人，21.2%是俄罗斯人。

## 图集

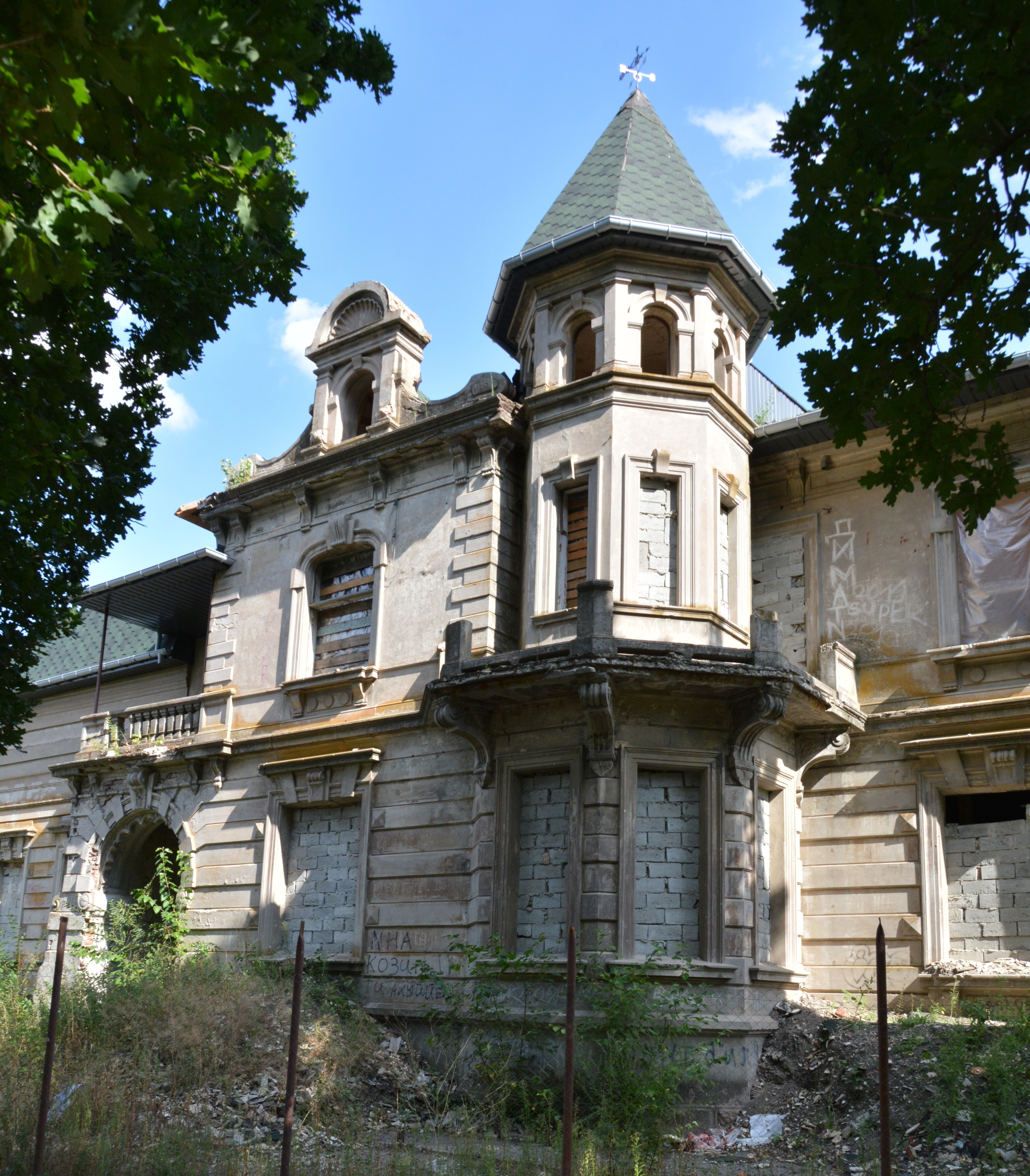
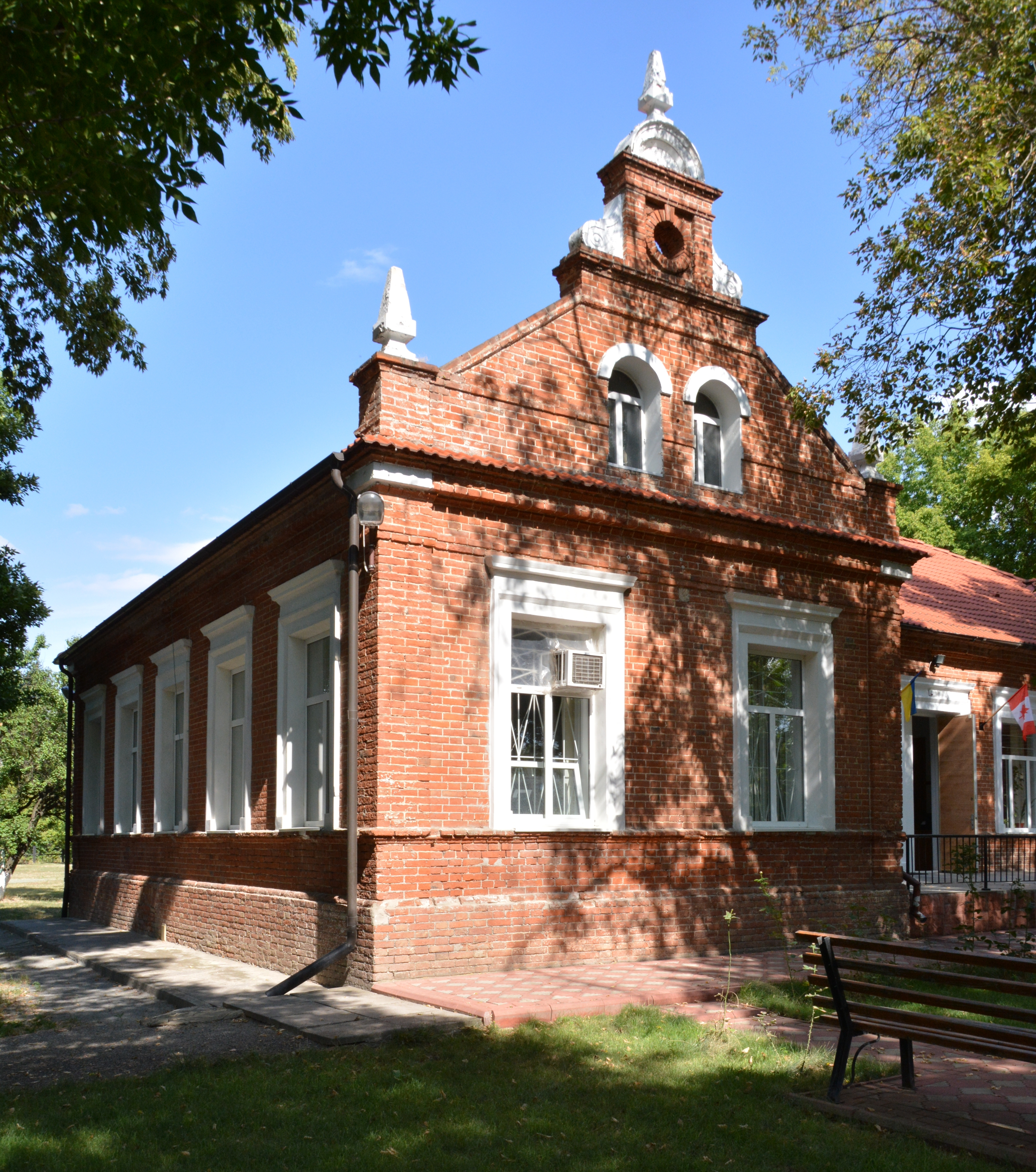
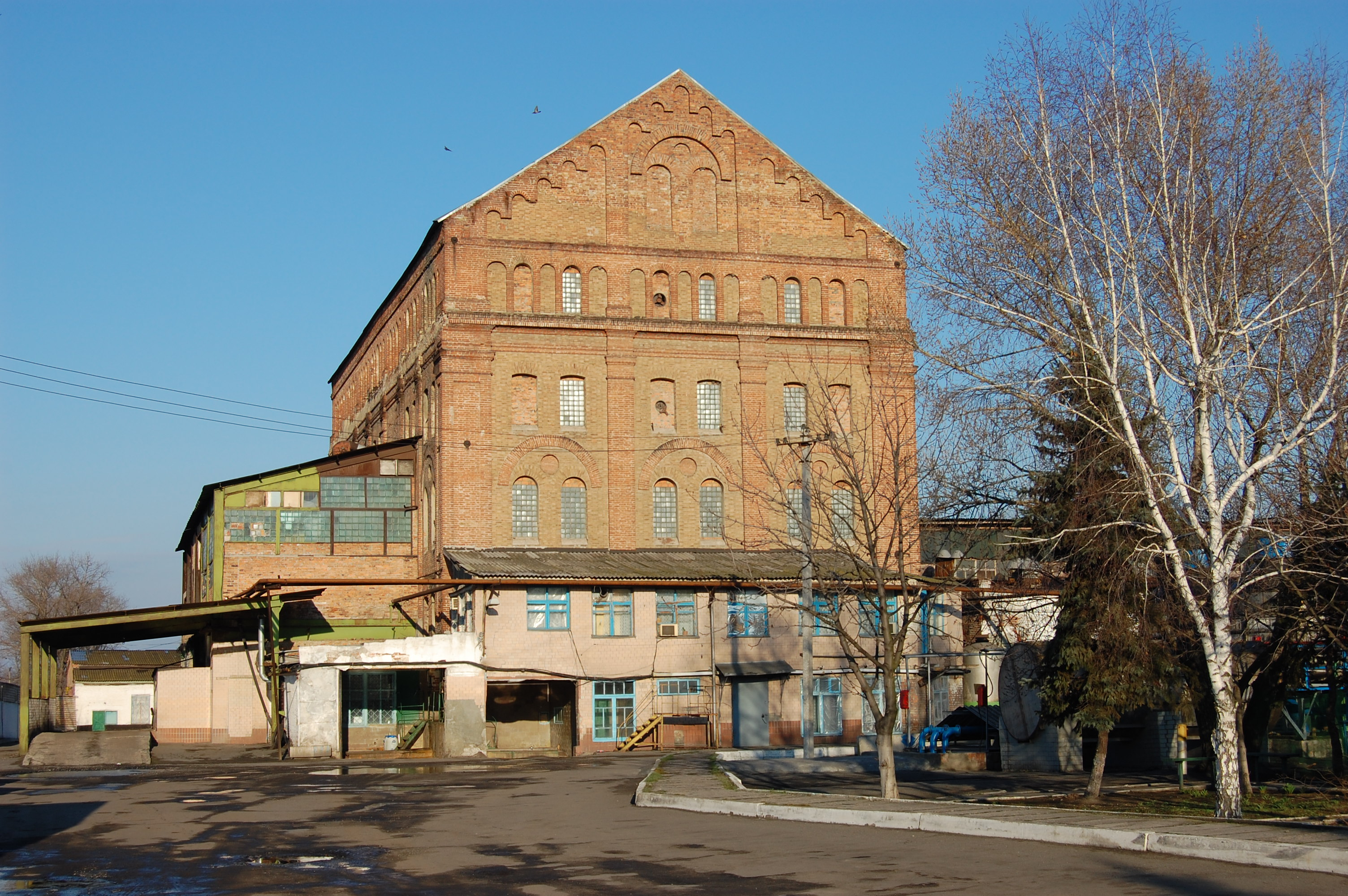
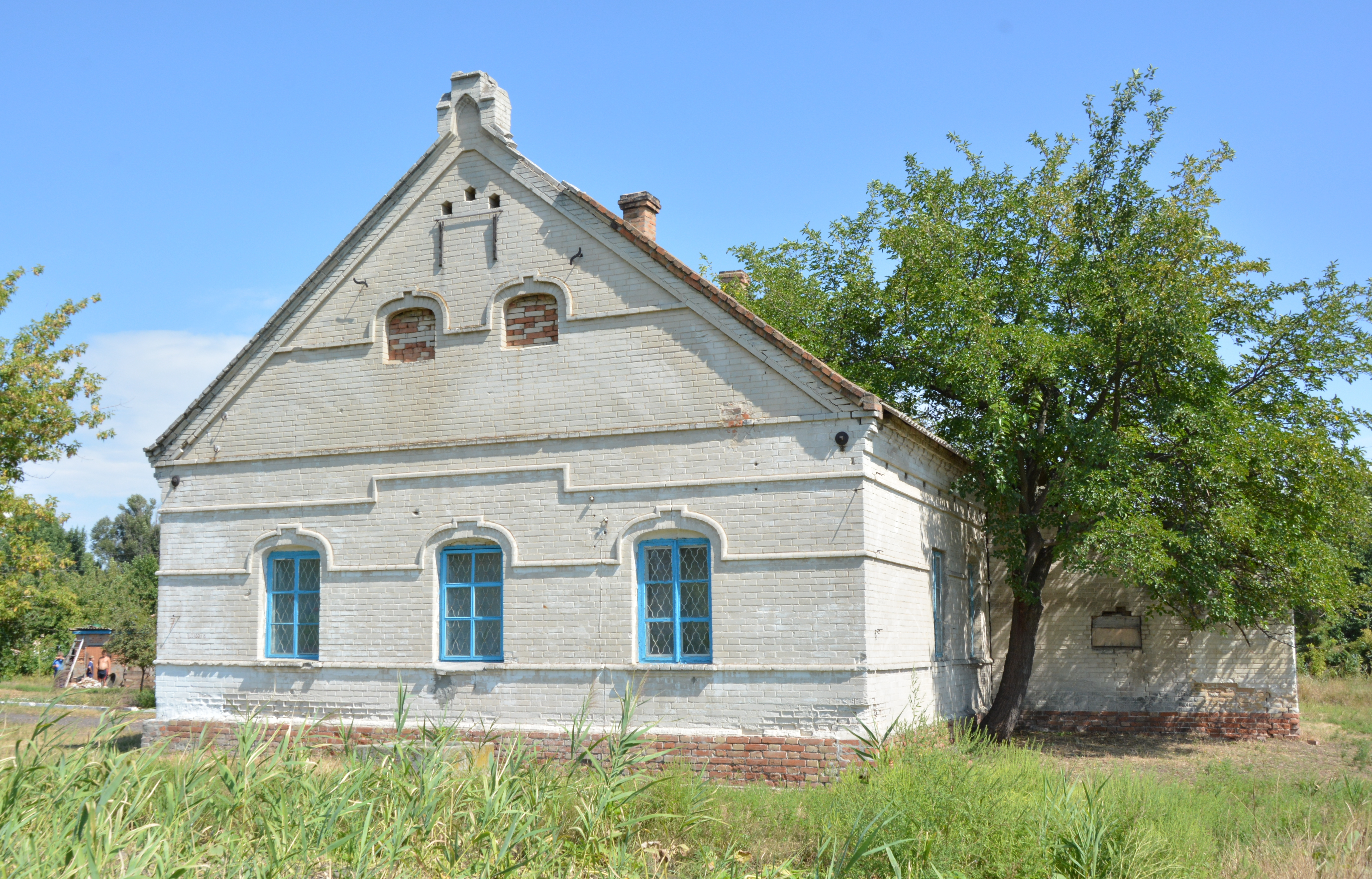
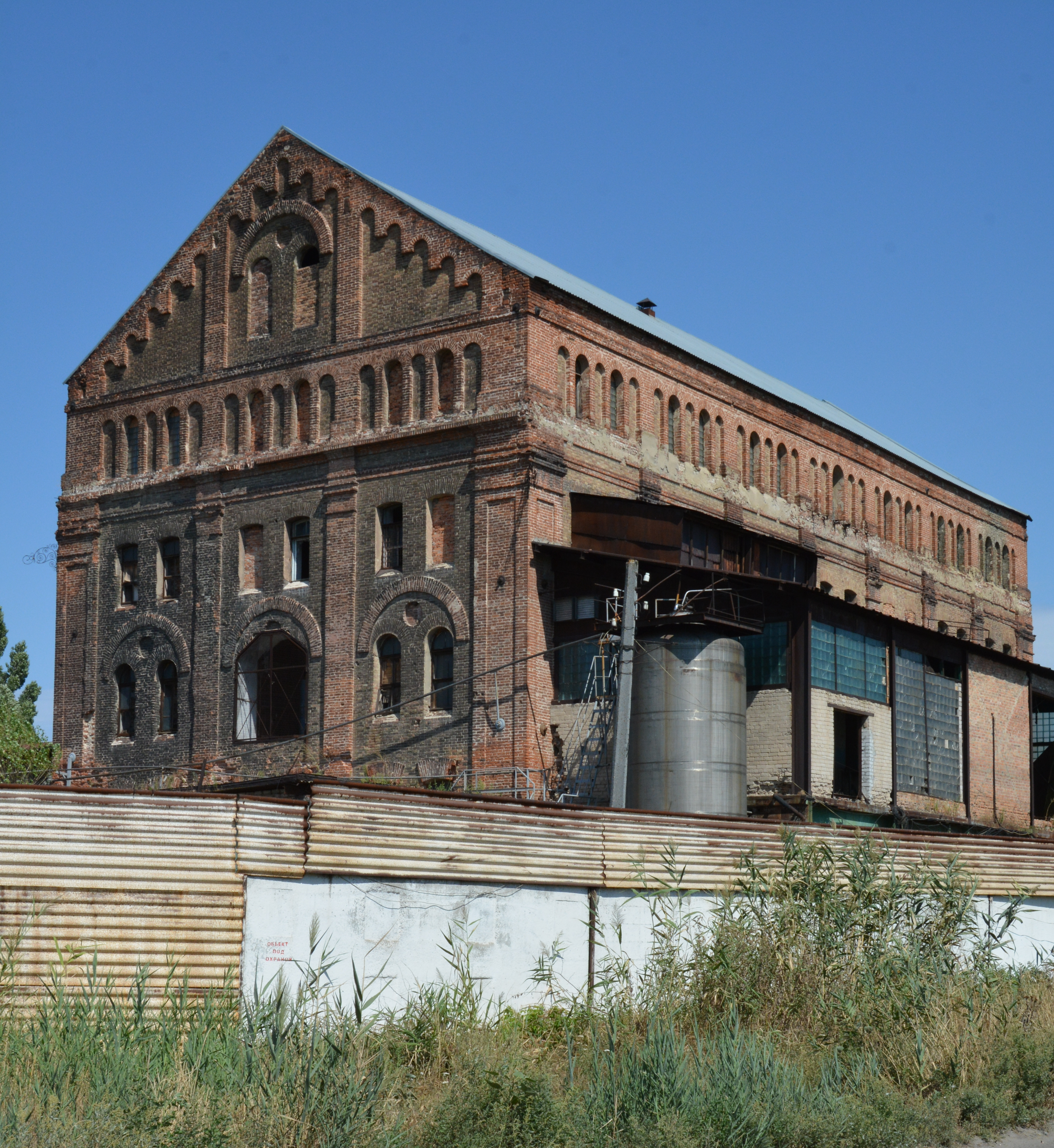